# Ratby
 (octobre 2023).
Ratby est une paroisse civile et un village du Leicestershire, en Angleterre.